# École des caporaux de Meknassy
L’École des caporaux de Meknassy est un établissement tunisien d’instruction militaire chargé de former les élèves caporaux de l'armée de terre, des directions et des organes centraux du ministère de la Défense en leur prodiguant les connaissances et le savoir-faire fondamental leur permettant de s'intégrer dans la vie militaire.

## Formation
Le cycle de formation de base des élèves caporaux comprend les phases suivantes :
- Phase de formation commune de base et de gradé, d’une durée de 22 semaines ;
- Phase de formation dans la spécialité d’une durée de quatre à six mois dans l'une des écoles ou centre de formation de l'armée ;
- Phase d’application dans l’une des unités de l’armée de terre.